# 加利山
加利山是臺灣雪山山脈北段支稜上的一座高山，海拔3111.9公尺，位於苗栗縣泰安鄉梅園村東部、雪霸國家公園東北部，為臺灣百岳之一。山體周遭皆為地形陡峭的針葉林，但稜線地帶為平坦寬闊的箭竹原，被選為六肩稜之一。山頂立有三等三角點與山字森林三角點。山脊往東北連接耶巴奧山、伊澤山等山，西連三榮山等山，此段稜線構成大安溪水系中，雪山溪與馬達拉溪的分水嶺。大霸尖山攀登路線上的主要山屋之一——九九山莊位於該山西北坡。

## 地形
加利山是大霸群峰三千公尺稜脈上最西側的峰巒，全山除東北方向接連耶巴奧山（3192公尺）的稜脊為寬平的嶺線外，其他四面都是陡落的急傾斜地形，龐大的山體座落於雪山溪及馬達拉溪深邃的河谷之上。從不同的角度看山，山的形勢自然不同，由於加利山的登山途徑是從高嶺循稜跑步就可登頂，便成為一座低緩不足奇的山峰，因有人提議，要把加利山從「百岳」剔除。
加利山位處大霸山稜的最西端，在馬達拉溪登山口步道尚未開闢以前，因偏離山徑甚遠，無人造訪。民國67年（1978年）7月18日，蔡景璋、邢天正、林文安、丁同三、簡進清、吳澄寬、張勝雄等登山家，即利用新闢建的步道，輕鬆地完成加利山光復後首登記錄。在台灣百岳中，只比六順山早了三個月而已，是倒數第二座被岳人登臨的「百岳」山峰。加利山這座被邢天正形容為，「幾乎像臺地一樣平緩」的山峰，山頂視域遼闊，尤其日落西斜時刻，向東可望大霸尖山到雪山北峰的聖稜線，劇烈參差變化的山稜與裸露的岩肌，在霞光的暉映下，展現山岳的神秘悠遠與莊嚴肅穆；向西則可見萬頃雲海，波濤跳躍。」